# Moartea Mahsei Amini
Mahsa (Jina) Amini (n. 22 iulie 2000, Saqqez – d. 16 septembrie 2022, Teheran) a fost o femeie iraniană de etnie kurdă, care a fost arestată și torturată de Patrula de Îndrumare, o unitate specială de poliție responsabilă cu respectarea publică a codului vestimentar impus de stat, pentru nepurtarea corectă a hijabului. Deși poliția a negat orice implicare în moartea Mahsei, sugerând că aceasta a suferit un atac de cord în arest, mai mulți martori au declarat că a fost bătută atât în mașina poliției, cât și în secție. Mai mult, scanările cerebrale scurse online au relevat multiple fracturi craniene, precum și hemoragie și edem cerebral.
Moartea Mahsei, devenită simbol al violenței împotriva femeilor sub republica islamică, a ultragiat scena internațională și a provocat proteste de amploare în Iran, soldate cu violențe în majoritatea orașelor mari și zeci de morți.

## Context
Regimul islamic din Iran a introdus reguli referitoare la „codul vestimentar adecvat” pentru femei la scurt timp după revoluția din 1979. Acestea servesc ca un ghid general, ale cărui detalii depind de context, dar impun de obicei acoperirea părului cu o eșarfă (hijab) și purtarea hainelor lungi și largi. Hainele strâmte, blugii rupți și ținutele viu colorate sunt interzise și ele. Un cod vestimentar mai puțin strict este impus și bărbaților. Articolul 638 din lege prevede între 10 zile și două luni de închisoare sau o amendă cuprinsă între 50.000 și 500.000 de riali pentru „cod vestimentar neislamic”.
În ultimul deceniu, îmbrăcămintea din societatea iraniană a suferit schimbări semnificative, iar femeile tinere în special tind să fie mai relaxate în ceea ce privește aplicarea regulilor hijabului, ceea ce a determinat poliția moralității să lanseze campanii sporadice de admonestare verbală și, uneori, arestare și „reeducare” a femeilor iraniene. În circumstanțe de rutină, deținutele sunt aduse într-un centru unde sunt reinstruite cu privire la regulile vestimentare timp de câteva ore, înainte de a semna un angajament de respectare a acestor reguli și a pleca cu familia. Actuala poliție a moralității și-a dobândit numele persan Gașt-e Erșad (Patrula de Îndrumare) sub fostul președinte ultraconservator Mahmud Ahmadinejad. După venirea la putere a lui Ahmadinejad în 2005, poliția moralității a primit puteri sporite și și-a crescut prezența în marile orașe ale Iranului. Poliția moralității este susținută de Basij, o forță paramilitară desfășurată inițial pentru a lupta în războiul iraniano-irakian din anii 1980.
Violența împotriva femeilor care nu poartă hijabul corespunzător nu este neobișnuită, fie din partea ofițerilor Patrulei de Îndrumare, fie din partea justițiarilor pro-regim. Și protestele cetățenilor iranieni care se opun regulilor hijabului s-au înmulțit în ultimii ani, notabilă în acest sens fiind mișcarea fetelor din strada Enqelab.
Alegerea lui Ebrahim Raisi în funcția de președinte al Iranului în 2021 a marcat punctul culminant al acaparării puterii de către aripa mai conservatoare a Asociației Clerului Militar, partidul de guvernământ din Iran. Mandatul lui Raisi a cunoscut o intensificare a represiunii de către Patrula de Îndrumare.

## Biografie
Mahsa Amini s-a născut pe 22 iulie 2000 într-o familie de kurzi din orașul Saqqez. Aceasta avea un frate, Kiaraș (Așkan).

### Arestul și moartea
Mahsa și fratele ei au călătorit pe 14 septembrie 2022 de la Sanandaj la Teheran pentru o vizită de familie. În jurul orei 18:30 a aceleiași zile, ieșind din stația de metrou Șahid Haqqani, Mahsa și Kiaraș au fost opriți de polițiști din cadrul Patrulei de Îndrumare, întrucât Mahsa nu ar fi purtat corect hijabul. Mahsa a fost bruscată într-o dubă alături de alte fete, iar Kiaraș, protestând împotriva arestării surorii lui, a fost informat că Mahsa va fi dusă la centrul de detenție de pe strada Vozara pentru „reeducare” și eliberată mai târziu în acea noapte.
Potrivit uneia dintre fetele din dubă, Mahsa și alte fete au protestat în drumul spre Vozara, dar polițiștii au încercat să le reducă la tăcere prin violență fizică. O altă fată reținută și ea la Vozara a declarat că Mahsa a început să se simtă rău în centru, însă nu a intervenit nimeni. Pe măsură ce protestele lor se amplificau, polițiștii le-au atacat cu bastoane și spray-uri cu piper. Mahsa și-a pierdut ulterior cunoștința și a fost resuscitată fără succes de doi polițiști. Între timp, alți polițiști au confiscat telefoanele celorlalte fete pentru a nu putea filma.

Mahsa Amini a murit în spitalul Kasra din Teheran pe 16 septembrie.

În tot acest timp, un grup de 60–70 de persoane așteptau în afara centrului pentru eliberarea fetelor. Potrivit fratelui Mahsei, din interior se auzeau țipete. Ignorată inițial de polițiști, mulțimea a început să bată puternic în ușă și chiar să tabere pe ea, fiind ulterior atacată cu bastoane și spray-uri cu piper de către aceștia. La aproximativ 20 de minute după incident, o ambulanță în care se afla Mahsa a pornit spre spitalul Kasra. Aici, Mahsa a fost transferată în secția de terapie intensivă în comă. Potrivit doctorilor, aceasta a suferit simultan un atac de cord și un accident vascular cerebral. Spitalul a fost împânzit rapid cu agenți de securitate și oficiali ai Ministerului de Informații, care nu au permis nimănui să fotografieze. Mai mult, familia Mahsei ar fi fost amenințată să nu dea interviuri niciunei instituții de presă. Cu toate acestea, pe 15 septembrie au început să circule online fotografii cu Mahsa intubată. Doctorii au pronunțat decesul Mahsei pe 16 septembrie.

### Dovezi de violență
Varianta oficială a morții Mahsei Amini, vehiculată de șeful poliției din Teheran și instituțiile de presă apropiate puterii, a fost atac de cord pe fondul unor comorbidități. Site-ul de știri semioficial Fars News a raportat că Mahsa suferea de epilepsie și diabet și fusese operată pentru o tumoare cerebrală în 2007 la un spital din Teheran. Mai mult, poliția a negat orice implicare în moartea Mahsei. Pentru a susține această variantă, poliția a difuzat imagini în circuit închis de la centrul de detenție, care ar arăta momentul în care Mahsa cade inconștientă. Familia ei a respins în repetate rânduri alegațiile, susținând că Mahsa a fost perfect sănătoasă și nu suferea de nicio afecțiune preexistentă. Într-un interviu pentru BBC Persian, Amjad Amini, tatăl Mahsei, a acuzat autoritățile iraniene că au mințit cu privire la moartea ei și a remarcat că de fiecare dată când a fost întrebat cum crede că a murit, răspunsul lui a fost tăiat în mod misterios din știrile locale. El a subliniat că autoritățile iraniene au refuzat să îl lase să își vadă fiica la spital și că atunci când i-a văzut în sfârșit cadavrul înainte de înmormântare, acesta era complet învelit, cu excepția feței și a picioarelor, care aveau vânătăi misterioase.
Spitalul Kasra a făcut publică o declarație pe Instagram în care afirma că Mahsa era în moarte cerebrală când a fost internată. Postarea a fost ulterior ștearsă. Potrivit unor surse din interiorul sistemului medical iranian, citate de un fost comandant al Gărzilor Revoluționare, Mahsa a prezentat hemoragie internă și a avut splina rezecată pentru stabilizarea stării fizice. Mai mulți doctori au opinat că Mahsa a suferit leziuni cerebrale pe baza simptomelor identificate după imaginile circulate online, inclusiv otoragie și echimoze sub ochi. Acestea au fost confirmate și de scanările CT ale craniului ei, scurse online de hacktiviști, care arată fracturi osoase, hemoragie și edem cerebral cauzate cel mai probabil de lovituri în zona capului. Tomografia toracică mai arată semne de hemoragie și leziuni alveolare difuze bilaterale asociate sindromului de detresă respiratorie acută de cauză traumatică.
Presupusa operație pe creier din 2007, infirmată de membrii familiei ei, a fost intens folosită de putere pentru a disculpabiliza poliția. Neurologi apropiați guvernului au asociat semnele din scanările CT cu stresul psihologic cauzat de operația din trecut. Mai mult, Organizația Națională de Medicină Legală și-a prezentat rezultatele preliminare ale investigației demarate în acest caz pe 21 septembrie, sugerând că nu au existat urme de rănire sau vânătăi la nivelul capului și feței.

## Proteste

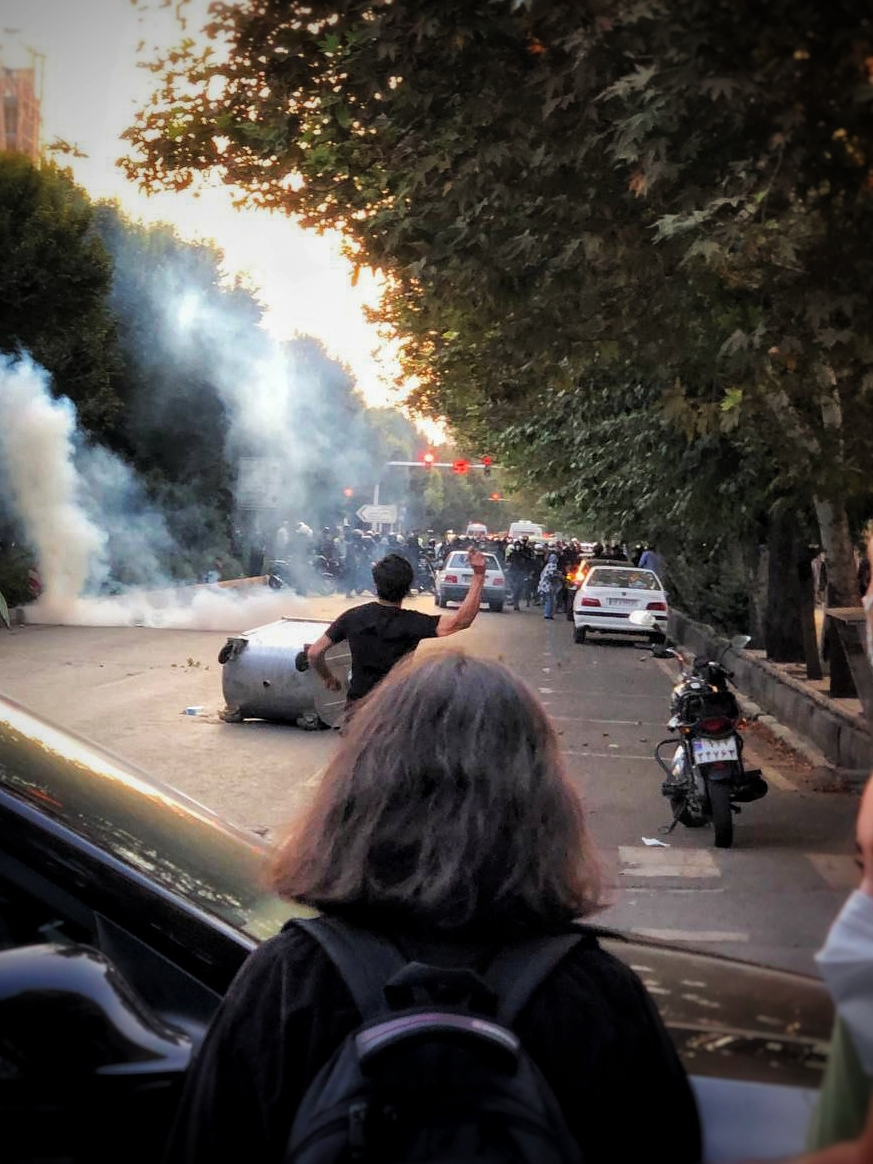
Violențe pe bulevardul Keșavarz din Teheran

Moartea suspectă a Mahsei a stârnit furie cu privire la libertățile civile din Iran și o economie slăbită de sancțiuni internaționale și a catalizat cele mai ample mișcări de stradă de la protestele împotriva creșterii prețului la carburanți din 2019. Femeile au jucat un rol proeminent în proteste, fluturându-și și arzându-și hijaburile, unele chiar tăindu-și părul în public. Protestele au început pe 17 septembrie în zonele populate de kurzi din nord-vestul Iranului (Rojhilat). Opoziția politică kurdă a făcut apel la grevă generală pe 19 septembrie și proteste împotriva regimului. În ciuda amenințărilor din partea autorităților, proteste de amploare au avut loc în Saqqez, orașul natal al Mahsei, Sanandaj, Marivan și Baneh. De asemenea, sindicate și afaceri din alte zone ale țării, nepopulate de kurzi, cum ar fi Azerbaidjanul de Vest, au luat parte la grevă.
Până pe 20 septembrie, protestele s-au extins în 16 din cele 31 de provincii ale Iranului, dar și în campusurile universitare din Teheran. Manifestanții au scandat mesaje precum „femeie, viață, libertate” și au distrus afișe cu chipul liderului suprem al țării, ayatollahul Ali Khamenei, strigând „moarte dictatorului”. Forțele de securitate iraniene au reprimat violent demonstrațiile, folosind muniție neletală, gaze lacrimogene și tunuri cu apă și bătând protestatarii cu bastoanele. Autoritățile iraniene au pus violențele pe seama agenților contrarevoluționari. Pentru a preveni răspândirea protestelor, cel mai mare operator de telecomunicații din Iran a închis în mare parte accesul la internet mobil. De asemenea, guvernul a blocat accesul la aplicații precum Instagram sau WhatsApp.

## Reacții

### Naționale
Potrivit agenției de presă IRNA, controlată de stat, președintele Ebrahim Raisi a ordonat o anchetă cu privire la moartea Mahsei Amini și l-a sunat pe tatăl acesteia pentru a-i oferi condoleanțe. Vorbind la Adunarea Generală a ONU de la New York, Raisi nu a menționat protestele din țară sau numele Mahsei, dar a criticat țările occidentale pentru reacțiile lor la „un incident sub investigație din Iran”. Șeful parlamentului iranian (un extremist și fost comandant al poliției acuzat că a bătut manifestanți în timpul protestelor studențești din 1999) a anunțat reforme ale legilor Patrulei de Indrumare. Guvernatorul Teheranului, Mohsen Mansouri, a scris pe Twitter că protestele au fost „pe deplin organizate cu agenda de a crea revoltă”, în timp ce televiziunea de stat a susținut că moartea Mahsei Amini a fost folosită drept „scuză” de separatiștii kurzi și criticii establishmentului.
Celebrități, politicieni și atleți iranieni au condamnat poliția pe rețelele de socializare, criticând în același timp Patrula de Îndrumare. Hashtagul #MahsaAmini s-a viralizat rapid, cu 18 milioane de mențiuni pe Twitter și circa 150 de milioane pe TikTok. Unele femei iraniene au postat videoclipuri cu ele tăindu-și părul sau arzând hijabul în semn de protest.
Într-o apariție rară, fostul președinte reformist Mohammad Khatami a cerut autorităților „să pună capăt acțiunilor împotriva legii, logicii și șariei” și „să aducă făptașii în fața justiției”. Marele ayatollah Asadollah Bayat-Zanjani, un cleric văzut ca fiind apropiat de reformiști, a denunțat ceea ce el numea acțiunile „ilegale” și „antiislamice” din spatele „acestui incident regretabil”. O poziție similară a avut-o și ayatollahul Mohaqeq Damad. Principalul partid reformist din Iran, Hezb-i Etemad-i Melli, a publicat o declarație prin care cere desființarea poliției moralității și solicită parlamentului iranian să abroge legea hijabului.

### Internaționale

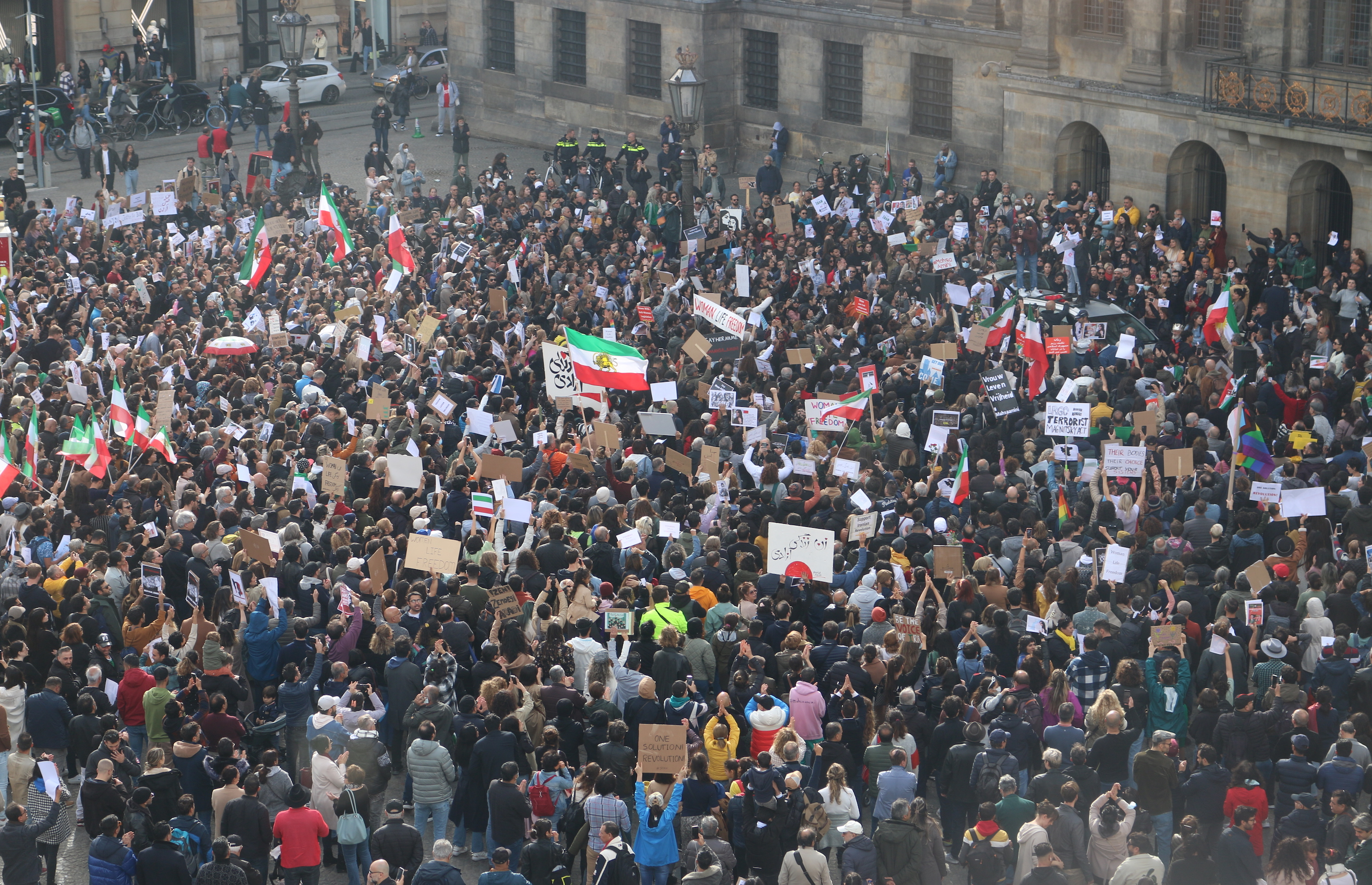
Protest de solidaritate în Amsterdam

Oficiul ONU pentru drepturile omului și organizațiile internaționale de resort au cerut o anchetă independentă cu privire la moartea Mahsei Amini. Ele au denunțat și violența din partea forțelor de securitate iraniene asupra protestatarilor pașnici și apărătorilor drepturilor omului. Human Rights Watch a cerut autorităților iraniene să abolească legea hijabului obligatoriu și să „elimine sau reformeze alte legi care privează femeile de autonomia și drepturile lor”. Purtătorul de cuvânt al UE pentru afaceri externe a declarat că incidentul care a dus la moartea Mahsei este „inacceptabil” și că „autorii acestei crime trebuie trași la răspundere”. Reacții de condamnare au venit și din partea unor guverne ale țărilor occidentale, inclusiv Canada, Chile, Franța, Germania, Israel, Italia și Statele Unite.
În discursul anual al liderilor mondiali la ONU, președintele Statelor Unite, Joe Biden, și-a declarat solidaritatea cu femeile și protestele din Iran. Trezoreria Statelor Unite a impus sancțiuni împotriva Patrulei de Îndrumare și a altor șapte lideri de rang înalt ai diferitelor organizații de securitate din Iran pentru violența împotriva protestatarilor și moartea Mahsei Amini. Sancțiunile implică blocarea oricăror proprietăți sau interese în proprietăți aflate în jurisdicția SUA și raportarea lor către Biroul de Control al Activelor Străine.
Demonstrații de solidaritate cu cele din Iran au avut loc în peste 150 de orașe din întreaga lume, inclusiv București.